# Tomé Pires
Tomé Pires (v. 1465 ou 1468 - v. 1540) est un apothicaire portugais qui a vécu en Asie au XVIe siècle. Il est le premier ambassadeur portugais envoyé en Chine (1520-1522). Il a écrit la Suma Oriental, la première description européenne de l’Asie du Sud-Est insulaire et la plus ancienne et vaste description portugaise de l’Asie.

## Biographie
D'origine modeste, Tomé Pires cherche vite à s'enrichir. Il s'embarque pour l'Asie en 1511 et s'installe à Malacca. Il y devient comptable dans une factorerie. Il part ensuite pour Java, avant de se voir confier la mission de diriger la première ambassade en Chine. Parvenu à Canton, il doit attendre trois ans une autorisation pour se rendre à Pékin. 
À son arrivée à Pékin, il n’obtient pas d’audience auprès de l’empereur Ming Wuzong et est renvoyé à Canton, où il est emprisonné en septembre 1521. Selon certains, il meurt deux ans plus tard, exécuté. Pour d’autres, il aurait vécu jusque vers 1540.
Tomé Pires est notamment une source extraordinaire sur l’Asie du Sud-Est insulaire et la présence de l’islam dans cette région au début du XVe siècle. Vivant à Malacca de 1512 à 1515, soit un an après la conquête de cette cité portuaire par les Portugais, il visite Sumatra et Java et recueille toutes les informations possibles sur l’archipel.
On sait ainsi qu’à son époque, la plupart des principautés de la côte orientale de Sumatra ont un prince musulman, d’Aceh dans le nord de l’île à Palembang dans le sud, ainsi que le souverain du royaume Minangkabau dans l’ouest. La côte occidentale, le sud et l’intérieur de Sumatra ne sont pas encore islamisés.
Pires décrit la principauté musulmane de Pasai, située dans l’actuelle province d’Aceh, comme un port actif où réside une importante population cosmopolite.
Pires écrit que la partie occidentale de Java est encore hindouiste. Il nomme cette région Çumda, c'est-à-dire « Sunda », attestant de l’usage de ce nom, bien que le royaume sundanais s’appelle Pajajaran. La côte nord de Java, le Pasisir, est musulmane jusqu’à Surabaya. L’intérieur est lui aussi encore hindou-bouddhique.
Les souverains des principautés de la côte nord sont Javanais, mais aussi Malais ou d’origine chinoise, indienne ou arabe. Pires décrit un processus de javanisation parmi ces non-Javanais, admiratifs de la culture des royaumes hindou-bouddhiques de l’est de Java.
Le témoignage de Pires montre que la diffusion de l’islam en Indonésie est un processus complexe et long, puisqu'en 1292 déjà, Marco Polo, de passage à Perlak, une cité portuaire de Sumatra dans l’actuelle Aceh, observait que le prince en était musulman.

## Œuvre
La Suma Oriental est restée en manuscrit et supposée perdue jusqu’à sa réapparition en 1944. Elle fait partie du fonds ancien de la bibliothèque de l'Assemblée nationale à Paris. L'ouvrage a été publié en traduction anglaise en 1944 par Armando Cortesão, sous le titre : The ‘Suma Oriental’ of Tomé Pires : an account of the East, from the Red Sea to Japan, written in Malacca and India in 1512-1515 ; and, the book of Francisco Rodrigues, rutter of a voyage in the Red Sea, nautical rules, almanack and maps, written and drawn in the East before 1515, Translated from the Portuguese MS in the Bibliothèque de la Chambre des Députés Paris, 2 vols., Londres : Hakluyt Society, 1944. Cet ouvrage a été réimprimé en 1990  (ISBN 8-1206-0535-7).
Une édition en portugais a été donnée par le même Armando Cortesão, sous le titre : A Suma Oriental de Tomé Pires e o Livro de Francisco Rodrigues. Coimbra, 1978.